# Rutherford (Name)
Rutherford ist ein englischer Vor- und Familienname.

## Namensträger

### Familienname
- Albert G. Rutherford (1879–1941), US-amerikanischer Politiker
- Alexander Cameron Rutherford (1857–1941), kanadischer Politiker
- Andrew Rutherford (Politiker) (1842–1918), neuseeländischer Politiker
- Andrew Rutherford (Schwimmer) (* 1972), Schwimmer aus Hongkong
- Andrew Rutherford, 1. Earl of Teviot († 1664), schottischer Heeresoffizier
- Ann Rutherford (1917–2012), US-amerikanische Schauspielerin
- Bill Rutherford (* 1939), US-amerikanischer Offizier, Jurist und Politiker (Republikanische Partei)
- Boyd Rutherford (* 1957), US-amerikanischer Politiker
- Camilla Rutherford (* 1976), britische Schauspielerin
- Charles Rutherford (* 1926), US-amerikanischer Schauspieler
- Daniel Rutherford (1749–1819), schottischer Chemiker
- Daniel Edwin Rutherford (1906–1966), schottischer Mathematiker
- David Rutherford (* 1987), kanadischer Eishockeyspieler
- Donald Rutherford (1937–2016), schottischer Rugby-Union-Spieler
- Ernest Rutherford (1871–1937), neuseeländischer Physiker
- Frank Rutherford (* 1964), bahamaischer Leichtathlet
- Gene Rutherford (1939–2006), US-amerikanischer Schauspieler
- Greg Rutherford (* 1986), englischer Weitspringer
- Hamish Rutherford (* 1989), neuseeländischer Cricketspieler
- Henry Christian Rutherford (1911–1991), Autor
- Ian Rutherford (* 1959), britischer Gräzist
- J. T. Rutherford (1921–2006), US-amerikanischer Politiker
- James Rutherford (* 1972), englischer Opernsänger
- Jeremiah Rutherford (* 1982), nauruischer Gewichtheber
- Jim Rutherford (* 1949), kanadischer Eishockeytorwart und -funktionär
- Jim Rutherford (Baseballspieler) (1886–1956), US-amerikanischer Baseballspieler
- Jim Rutherford (Fußballspieler) (1894–1924), englischer Fußballspieler
- Jim Rutherford (Rugbyspieler) (1913–1964), australischer Rugby-League-Spieler
- Jock Rutherford (1884–1963), englischer Fußballspieler
- John Rutherford (Mediziner) (1695–1779), schottischer Arzt und Gelehrter
- John Rutherford (Politiker) (* 1952), US-amerikanischer Politiker
- John Rutherford (Regisseur), US-amerikanischer Filmregisseur und Produzent
- John Rutherford (Cricketspieler, 1890) (1890–1943), englischer Cricketspieler
- John Rutherford (Cricketspieler, 1935) (1935–2013), englischer Cricketspieler
- John Rutherford (Rugbyspieler) (* 1955), schottischer Rugby-Union-Spieler
- Jonathan Rutherford (* 1956), britischer Kulturwissenschaftler
- Johnny Rutherford (John Sherman Rutherford; * 1938), US-amerikanischer Autorennfahrer
- Joseph Franklin Rutherford (1869–1942), Präsident der Wachtturm-Gesellschaft (Zeugen Jehovas)
- Kelly Rutherford (* 1968), US-amerikanische Schauspielerin
- Margaret Rutherford (1892–1972), britische Schauspielerin
- Mark Rutherford (1831–1913), britischer Autor
- Mike Rutherford (* 1950), britischer Musiker
- Mildred Lewis Rutherford (1851–1928), US-amerikanische Pädagogin, Autorin und Anhängerin der White Supremacy
- Monica Rutherford (1944–2024), britische Turnerin
- Paul Rutherford (Posaunist) (1940–2007), britischer Posaunist
- Paul Rutherford (Sänger) (* 1959), britischer Popsänger und Tänzer
- Robert Rutherford (1728–1803), US-amerikanischer Politiker
- Robert L. Rutherford (1938–2013), US-amerikanischer General
- Rudy Rutherford (1924–1995), US-amerikanischer Jazzmusiker
- Samuel Rutherford (1870–1932), US-amerikanischer Politiker
- Sherfane Rutherford (* 1998), Cricketspieler der West Indies
- Walter Rutherford (1857–1913), schottischer Golfer
- William Gunion Rutherford (1853–1907), schottischer Klassischer Philologe
- Zara Rutherford (* 2002), belgisch-britische Pilotin

### Vorname
- Rutherford Alcock (1809–1897), britischer Arzt
- Rutherford Aris (1929–2005), britisch-amerikanischer Chemieingenieur und angewandter Mathematiker
- Rutherford B. Hayes (1822–1893), US-amerikanischer Politiker, Präsident 1877 bis 1881

### Mittelname
- Joseph Rutherford Walker (1798–1876), US-amerikanischer Mountain Man und Pionier
- Samuel Rutherford Crockett (1859/60–1914), schottischer Schriftsteller
- William Rutherford Mead (1846–1928), US-amerikanischer Architekt